# Кер, Уильям Пейтон
Уильям Пейтон Кер (англ. William Paton Ker; 30 августа 1855, Глазго — 17 июля 1923) — английский литературовед.

## Биография
Учился в университетах Глазго и Оксфорда, преподавал английскую литературу в университетах Кардиффа, Оксфорда, Лондона, с 1920 года возглавлял в Оксфордском университете кафедру поэзии.

## Научные интересы
Специалист главным образом по литературе Средних веков.

## Признание и авторитет
На работы Кера ссылались У. Х. Оден и Дж. Р. Р. Толкин, в качестве источника его труды нередко использовал Борхес.

## Работы
- «Эпос и роман» (англ. Epic and Romance: Essays on Medieval Literature) (1897), второе издание — 1908
- «Средние века» (англ. The Dark Ages) (1904)
- Sturla the Historian (1906)
- Tennyson (1909)
- English literature; medieval (1912) — также известна под названием Medieval English literature (ISBN 9780198880431)
- Two Essays (1918)
- Sir Walter Scott (1919)
- The Art of Poetry (1923)
- Form And Style In Poetry (1928)
- On Modern Literature
- Collected Essays (1968) под редакцией Charles Whibley